# Tirant lo Banc

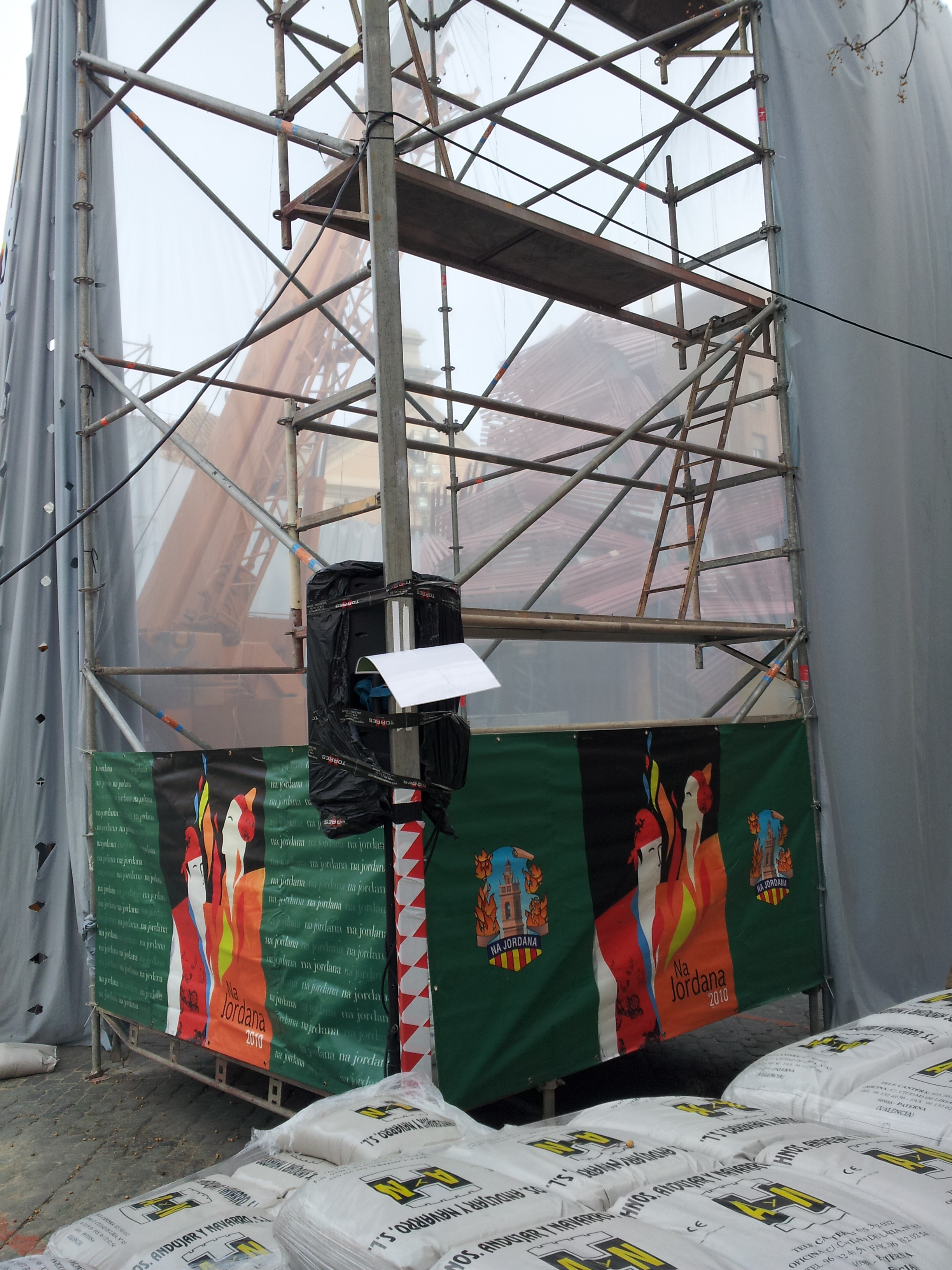
Bastida ocultant la plantà de la falla, l'onze de març de 2014.

Tirant lo Banc va ser el cadafal faller que l'any 2014 va plantar l'Associació Cultural Fallera Na Jordana en secció especial.
Els artistes encarregats de realitzar-la van ser Latorre y Sanz, sobre dissenys de l'humorista gràfic Ortifus.
El cadafal, dissenyat per Ortifus, que tornava a les falles catorze anys després, representava l'edifici del Banc de València i incloïa multitud d'escenes satíriques representades per bancs de carrer. Des de la comissió es va buscar mantenir la sorpresa fins a l'últim moment, defugint de mostrar esbossos o maquetes abans de la plantà i ideant un nou acte, la descoberta, consistent en muntar una bastida per a ocultar el cadafal fins al dia 14 de març. El fet d'ocultar el cadafal durant la plantà va ser difícil, tant perquè hi havia escletxes entre les bastida per les quals es podia veure el procés de muntatge, com per la caiguda d'una de les teles la matinada del 13 de març, provocada pels forts vents i per les pluges que hi hagué aquella setmana. Tot i que la tela va ser reposada poc després, i que els aficionats a les falles van fer cas de la petició de Na Jordana de no mostrar a les xarxes socials cap imatge del cadafal abans de la destapada, el diari Las Provincias va publicar tant a internet com en el diari en paper (a doble pàgina) fotos de la falla abans de la descoberta. Esta filtració es va produir malgrat que des de Na Jordana es demanà a la redacció del diari conservador que no ho feren, petició ignorada malgrat que Las Provincias havia rebut per part de la comissió informació en exclusiva sobre la realització del cadafal, fet que havia provocat conflictes entre el dissenyador Ortifus i el diari on treballa, Levante-EMV, principal competència de Las Provincias. Malgrat tot, la descoberta es va realitzar de manera satisfactòria el catorze de març, un dia abans del dia de la plantà. El cadafal va rebre el huité premi de la Secció Especial i el segon d'Enginy i Gràcia en aquella categoria.